# Милан Циле Маринковић
Милан Циле Маринковић (Београд, 25. јануар 1947) српски је сликар. Следбеник је поп арта, новог експресионизма и трансавангарде.

## Биографија
Рођен је 25. јануара 1947. у Београду. Његов отац, поштански службеник, Марко Маринковић је рођен 1906. године, а мајка Миленија Черевецки, пореклом из сремачке украјинске породице, 1912. Одрастао је на Звездари где је похађао основну школу, а потом и приватне часове сликања код Моме Маричића. Завршио је сликарство на Академији ликовних уметности у Београду 1972. године у класи професорке Љубице Сокић. Добио је стипендију 1977. за усавршавања у Паризу.
Члан је Удружења ликовних уметника Србије од 1973. године.
Имао је преко 95 самосталних изложби, док је учествовао на више од 250 колективних. Прву самосталну изложбу је имао током студија у галерији Дома омладине Београда 1970. године. Самостално је излагао у Београду 1970—1975. Учествовао је на групним изложбама у Октобарском салону 1971. као најмлађи учесник и 1974, изложбама УЛУС-а 1973. и 1975, изложби колоније у Ровињу 1968—1974, фестивалу југословенске поезије младих у Врбасу и изложби „Свет у коме живимо” у Београду 1974. године.
Са супругом Зорицом Бебом Крупеж, по струци дипломираним економистом, је добио ћерку Даницу 1986. и преселили су се у Париз 1993. Унук му је Стефан Карађорђевић.

## Награде и признања

### Одликовања
- Орден Карађорђеве звезде првог степена, председник Републике Србије, 15. фебруар 2021.[4]

### Друге награде
- Златна палета УЛУС-а 1975.[1]
- Национално признање за врхунски допринос култури Републике Србије 2010.